# パティスリーMON
『パティスリーMON』（パティスリーモン）は、きらによる日本の漫画作品。2006年から2008年まで、『YOU』（集英社）にて連載された。
2024年1月より、テレビ東京系列にてテレビドラマが放送された。

## 概要
初出は『YOU』2006年10号。2009年2号まで連載され完結。連載終了後、2009年13号に番外編が、2012年6月号の別冊付録「YOU DOLCE」に特別編がそれぞれ掲載された。単行本はクイーンズコミックスユーから全10巻が発売され、連載終了後の読み切りをまとめた完結編が2014年に発売された。

## あらすじ
失業中だった音女は、高校時代に家庭教師だった土屋と再会し、彼の勤める洋菓子店・パティスリーMONで働き始める。昔、土屋に恋心を抱いていた音女は、彼と一緒に働けることになって期待に胸を膨らませるが、店のオーナーである大門に歓迎されていないことを知り不安を抱く。少しずつ仕事に慣れてきた音女は、土屋に雪という彼女がいることを知り動揺する。

## 主な登場人物
山崎 音女（やまざき おとめ）
主人公。お菓子作りが好き。昔、憧れていた土屋に誘われてパティスリーMONで働き始める。
大門 勇（だいもん いさみ）
パティスリーMONのオーナーパティシエ。菓子作りへの愛情と自信、才能に溢れている。音女の採用に当初は不安を抱いていたが、懸命に仕事をする姿勢を評価し、認めるようになる。
土屋 幸平（つちや こうへい）
音女の高校時代の家庭教師で、パティスリーMONの従業員。大門には「ツッチー」、音女には「先生」の愛称で呼ばれる。
片岡 雪（かたおか ゆき）
土屋の彼女。パティスリーMONの元従業員。製菓学校では大門と同級生だった。
御手洗 タロウ（みたらい タロウ）
パティスリーMONで開店時から働く従業員。ジロウとは双子の兄弟。
御手洗 ジロウ（みたらい ジロウ）
パティスリーMONで開店時から働く従業員。タロウとは双子の兄弟。
梅田 レオン（うめだ レオン）
パティスリーMONの従業員。フランス人とのハーフだが、フランス語は話せない。内気な性格で、言葉遣いに不安があり、接客が苦手。子供のころいじめられていた過去を持つ。
加瀬 総一郎（かせ そういちろう）
かつて大門が働いていた店のオーナー。店を畳んで働き口を探していたところに、パティスリーMONで人手を募集していることを知り、働き始める。

## 書誌情報
きら『パティスリーMON』集英社〈クイーンズコミックスユー〉、全10巻
1. 2006年12月19日発売[3]、ISBN 4-08-865375-0
2. 2007年1月19日発売[4]、ISBN 978-4-08-865382-2
3. 2007年5月18日発売[5]、ISBN 978-4-08-865397-6
4. 2007年8月17日発売[6]、ISBN 978-4-08-865418-8
5. 2007年11月19日発売、ISBN 978-4-08-865437-9
6. 2008年2月19日発売[7]、ISBN 978-4-08-865459-1
7. 2008年6月19日発売、ISBN 978-4-08-865479-9
8. 2008年7月17日発売、ISBN 978-4-08-865484-3
9. 2008年11月19日発売[8]、ISBN 978-4-08-865507-9
10. 2009年1月19日発売[9]、ISBN 978-4-08-865515-4

きら『パティスリーMON 完結編』集英社〈マーガレットコミックス〉、全1巻
1. 2014年5月23日発売[10]、ISBN 978-4-08-845222-7

きら『パティスリーMON』集英社〈集英社文庫（コミック版）〉、全5巻
1. 2014年2月18日発売[11]、ISBN 978-4-08-619481-5
2. 2014年3月18日発売[12]、ISBN 978-4-08-619482-2
3. 2014年3月18日発売[13]、ISBN 978-4-08-619483-9
4. 2014年4月18日発売[14]、ISBN 978-4-08-619484-6
5. 2014年4月18日発売[15]、ISBN 978-4-08-619485-3

## テレビドラマ
2024年1月11日（10日深夜）から3月28日（27日深夜）まで、テレビ東京系「ドラマNEXT」枠にて放送された。主演は畑芽育。

### キャスト

#### 主要人物
山崎音女〈21〉
演 - 畑芽育
働いていたスーパーが閉店し無職になり、パティスリーMONで働くことになる。かつての家庭教師・幸平を「先生」と呼び慕っている。
大門勇
演 - 濵田崇裕（WEST.）
パティスリーMONのオーナーパティシエ。
土屋幸平
演 - 中川大輔
音女の元家庭教師で初恋の相手。無職になった音女がパティスリーMONで働けるよう取り成す。

#### パティスリーMON
梅田レオン
演 - パース・ナクン
御手洗タロウ
演 - 福地涼
御手洗ジロウ
演 - 福地清

#### 周辺人物
塚原キヨミ
演 - 本田仁美（AKB48）
片岡雪
演 - 山崎紘菜
加瀬総一郎
演 - 桐山漣
加瀬かな子
演 - 安達祐実

#### 音女の関係者
山崎直人
演 - 内場勝則
山崎倫子
演 - 未知やすえ

#### 大門の関係者
大門美津子
演 - 戸田菜穂
大門政孝
演 - 阪田マサノブ

### スタッフ
- 原作 - きら『パティスリーMON』（集英社刊）[19]
- 脚本 - 鈴木裕那[19]
- 監督 - 河原瑶（テレパック）[19]
- 音楽 - ベンジャミン・ベドゥサック[19]
- 主題歌 - 清水美依紗「Sugar」（ユニバーサル ミュージック）[20]
- エンディングテーマ - WEST.「あじわい」（ELOV-Label）[18]
- スイーツ監修 - 中濱尚美、渡邊志保、橋本素明、喜多村貴光、川満出、秋元慎治、野口恵、阿部由香
- ロケ協力 - たまロケーションサービス、多摩センターイルミネーション実行委員会
- 技術協力 - フォーチュン、サウンドライズ
- 美術協力 - 山崎美術
- チーフプロデューサー - 山鹿達也（テレビ東京）[19]
- プロデューサー - 江川智（テレビ東京）[19]、黒沢淳（テレパック）[19]、河原瑶（テレパック）[19]
- 制作 - テレビ東京[19]、テレパック[19]
- 製作著作 - 「パティスリーMON」製作委員会[19]

### 放送日程
| 各話   | 放送日  | サブタイトル                            |
| ------ | ------- | --------------------------------------- |
| 第1話  | 1月11日 | 運命の再会!?恋する乙女パティシエ誕生！  |
| 第2話  | 1月18日 | まさに戦場!?クリスマスを乗り越えろ!!    |
| 第3話  | 1月25日 | 恋のライバルは“先生”の彼女!?            |
| 第4話  | 2月01日 | 恋のライバルはマウント女子!?            |
| 第5話  | 2月08日 | 加速する恋のトライアングル!?            |
| 第6話  | 2月15日 | 初めてのデート!?明かされた秘密          |
| 第7話  | 2月22日 | 揺れる乙女ゴコロ…忍び寄る怪しい影       |
| 第8話  | 2月29日 | 好き…みたい…気づいた恋ゴコロ            |
| 第9話  | 3月07日 | 仕事?デート?2人きりのスイーツビュッフェ |
| 第10話 | 3月14日 | 四角関係!?波乱の始まり…                 |
| 第11話 | 3月21日 | 大好きなんです…傷心を癒すぬくもり       |
| 最終話 | 3月28日 | ずっと好きだった…感涙のハッピーエンド   |

### 放送局
| 放送期間                | 放送時間         | 放送局         | 対象地域       | 備考   |
| ----------------------- | ---------------- | -------------- | -------------- | ------ |
| 2024年1月11日 - 3月28日 | 木曜 0:30 - 1:00 | テレビ東京     | 関東広域圏     | 製作局 |
|                         |                  | テレビ大阪     | 大阪府         |        |
|                         |                  | テレビ愛知     | 愛知県         |        |
|                         |                  | テレビせとうち | 岡山県・香川県 |        |
|                         |                  | テレビ北海道   | 北海道         |        |
|                         |                  | TVQ九州放送    | 福岡県         |        |
| 2024年1月26日 - 4月12日 | 金曜 1:35 - 2:05 | テレビ和歌山   | 和歌山県       |        |
| 2024年2月8日 - 4月25日  | 木曜 0:00 - 0:30 | びわ湖放送     | 滋賀県         |        |
| 2024年4月5日 - 6月21日  | 金曜 0:00 - 0:30 | BSテレ東       | 全国           |        |

### ネット配信
| 配信開始月 | 配信サイト     | 配信料金     | 備考                              |
| ---------- | -------------- | ------------ | --------------------------------- |
| 2024年1月  | ネットもテレ東 | 広告付き無料 | 見逃し配信                        |
| 2024年1月  | TVer           | 広告付き無料 | 見逃し配信                        |
| 2024年1月  | U-NEXT         | 定額制有料   | 1月3日の21:00より、一週先行配信。 |

| テレビ東京系 ドラマNEXT                             | テレビ東京系 ドラマNEXT                     | テレビ東京系 ドラマNEXT                           |
| 前番組                                              | 番組名                                      | 次番組                                            |
| --------------------------------------------------- | ------------------------------------------- | ------------------------------------------------- |
| 推しが上司になりまして （2023年10月5日 - 12月21日） | パティスリーMON （2024年1月11日 - 3月28日） | 好きなオトコと別れたい （2024年4月4日 - 6月20日） |